# J-007 (hop)
Idaho 7 ® Brand J 007 is een hopvariëteit, gebruikt voor het brouwen van bier.
Deze hopvariëteit is een “aromahop”, bij het bierbrouwen gebruikt vooral voor zijn aromatische eigenschappen. Deze Amerikaanse variëteit werd ontwikkeld door de Jackson Hop Farm en op de markt gebracht in 2015.

## Kenmerken
- Alfazuur: 12 – 14%
- Bètazuur: 4 – 5,5%
- Eigenschappen: hoge alfa- en aromahop, smaak van tropisch fruit en steenfruit, dennen en tonen van zwarte thee.